# Kolverath

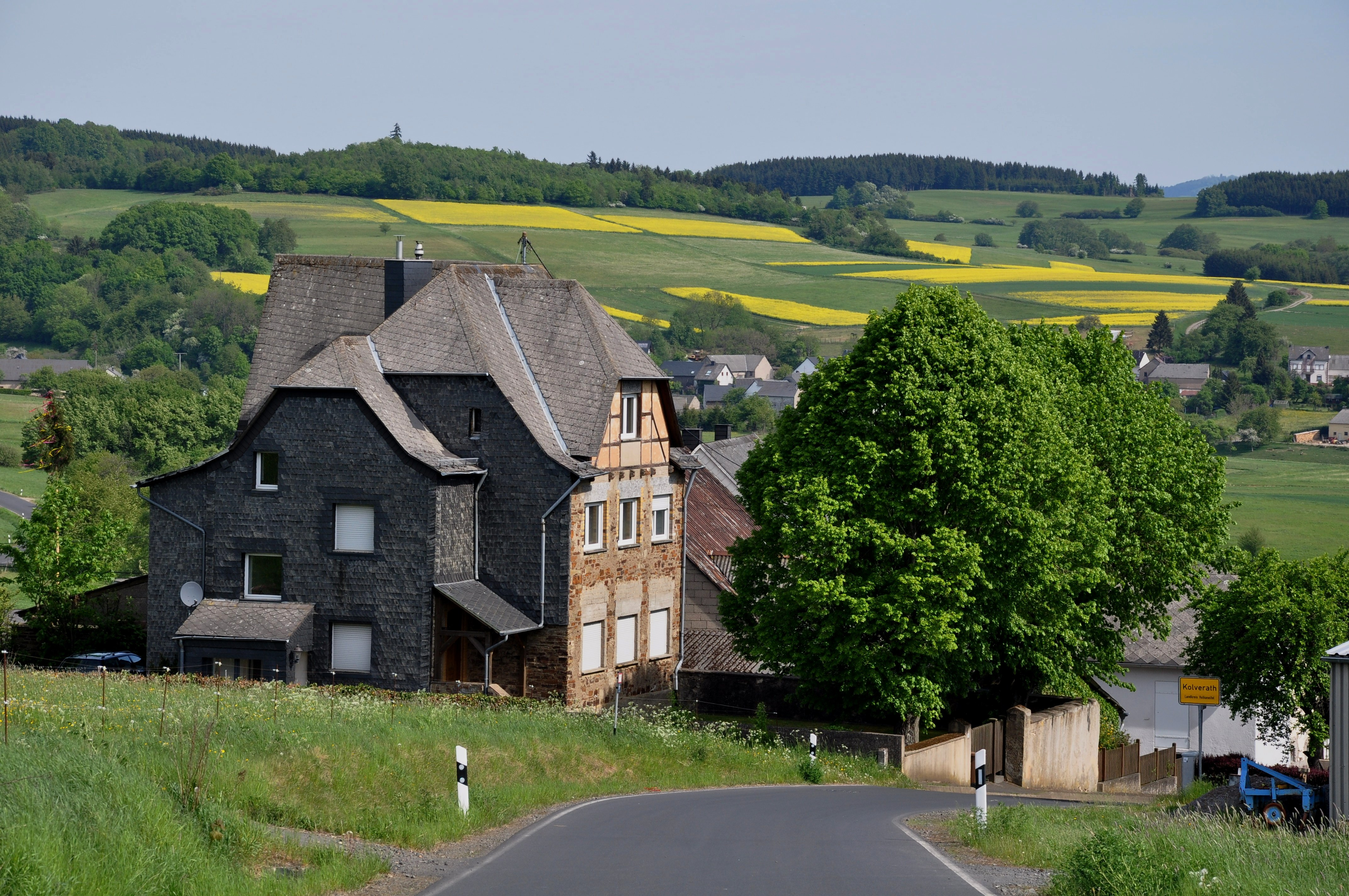
Kolverath

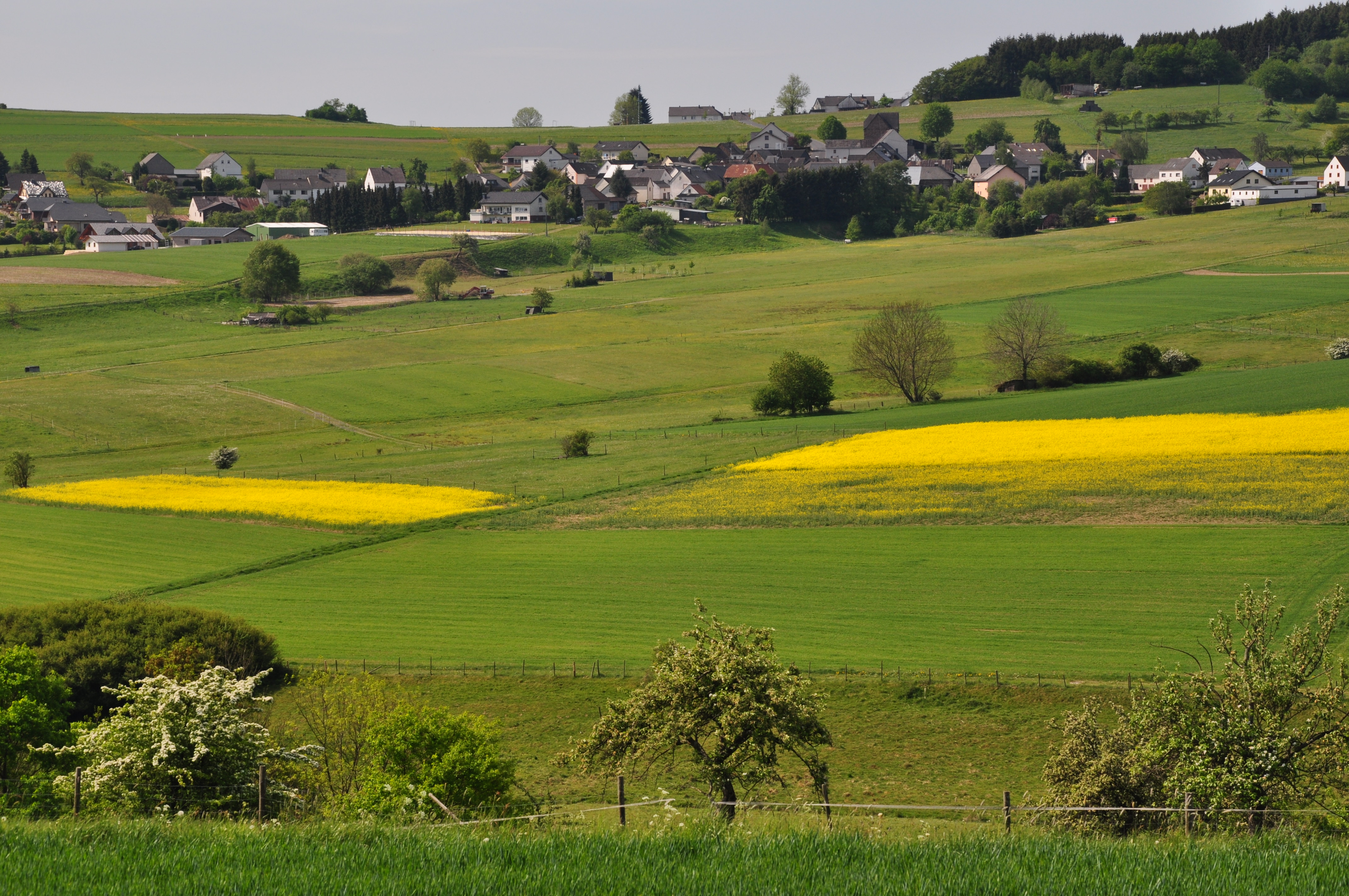
Kolverath seen from Bereborn.

Kolverath là một xã thuộc huyện Vulkaneifel, trong bang Rheinland-Pfalz, phía tây nước Đức. Xã này có diện tích 2,46 km², dân số thời điểm ngày 31 tháng 12 năm 2006 là 115 người.